# Tristan Dingomé
Tristan Dingomé (Les Ulis, 17 febbraio 1991) è un calciatore francese, centrocampista del Troyes 2.

## Caratteristiche tecniche
È un centrocampista centrale.

## Carriera

### Club
Nato in Francia da padre camerunese e madre guineana, cresce nelle giovanili del Monaco, dove entra all’età di quindici anni. Cinque anni dopo il suo arrivo tra i giovani, nella stagione 2011-2012, viene promosso in prima squadra da Laurent Banide, che il 17 ottobre 2011 lo fa debuttare in Ligue 2 nell'ampia sconfitta per 4-0 contro il Guingamp.

## Statistiche

### Presenze e reti nei club
Statistiche aggiornate al 1º luglio 2023.
| Stagione                 | Squadra                  | Campionato               | Campionato | Campionato | Coppe nazionali | Coppe nazionali | Coppe nazionali | Coppe continentali | Coppe continentali | Coppe continentali | Altre coppe | Altre coppe | Altre coppe | Totale | Totale | Totale |
| Stagione                 | Squadra                  | Comp                     | Pres       | Reti       | Comp            | Pres            | Reti            | Comp               | Pres               | Reti               | Comp        | Pres        | Reti        | Pres   | Reti   |        |
| ------------------------ | ------------------------ | ------------------------ | ---------- | ---------- | --------------- | --------------- | --------------- | ------------------ | ------------------ | ------------------ | ----------- | ----------- | ----------- | ------ | ------ | ------ |
| 2011-2012                | Monaco                   | L2                       | 24         | 1          | CF+CdL          | 2+0             | 0               |                    | -                  | -                  |             | -           | -           | 0      | 0      |        |
| 2012-2013                | Monaco                   | L2                       | 16         | 0          | CF+CdL          | 1+3             | 0               |                    | -                  | -                  |             | -           | -           | 0      | 0      |        |
| Totale Monaco            | Totale Monaco            | Totale Monaco            | 40         | 1          |                 | 6               | 0               |                    | -                  | -                  |             | -           | -           | 46     | 1      |        |
| 2013-2014                | Le Havre                 | L2                       | 31         | 0          | CF+CdL          | 0+1             | 0               |                    | -                  | -                  |             | -           | -           | 0      | 0      |        |
| 2014-2015                | Mouscron-Péruwelz        | JPL                      | 32         | 2          | CB              | 1               | 0               |                    | -                  | -                  |             | -           | -           | 0      | 0      |        |
| 2015-2016                | Mouscron-Péruwelz        | JPL                      | 18         | 1          | CB              | 2               | 0               |                    | -                  | -                  |             | -           | -           | 0      | 0      |        |
| Totale Mouscron Peruwelz | Totale Mouscron Peruwelz | Totale Mouscron Peruwelz | 50         | 3          |                 | 3               | 0               |                    | -                  | -                  |             | -           | -           | 53     | 3      |        |
| 2016-2017                | Troyes                   | L2                       | 31+2       | 4          | CF+CdL          | 1+1             | 0               |                    | -                  | -                  |             | -           | -           | 35     | 4      |        |
| 2017-2018                | Troyes                   | L1                       | 14         | 0          | CF+CdL          | 0+0             | 0               |                    | -                  | -                  |             | -           | -           | 14     | 0      |        |
| 2018-2019                | Stade Reims              | L1                       | 20         | 1          | CF+CdL          | 2+1             | 0               | -                  | -                  | -                  | -           | -           | -           | 23     | 1      |        |
| 2019-2020                | Stade Reims              | L1                       | 15         | 0          | CF+CdL          | 1+2             | 0+0             | -                  | -                  | -                  | -           | -           | -           | 18     | 0      |        |
| set.-ott. 2020           | Stade Reims              | L1                       | 1          | 0          | CF              | -               | -               | -                  | -                  | -                  | -           | -           | -           | 1      | 0      |        |
| Totale Stade Reims       | Totale Stade Reims       | Totale Stade Reims       | 36         | 1          |                 | 6               | 0               |                    | -                  | -                  |             | -           | -           | 42     | 1      |        |
| ott. 2020-2021           | Troyes                   | L2                       | 25         | 4          | CF              | -               | -               | -                  | -                  | -                  | -           | -           | -           | 25     | 4      |        |
| 2021-2022                | Troyes                   | L1                       | 25         | 2          | CF              | 0               | 0               | -                  | -                  | -                  | -           | -           | -           | 25     | 2      |        |
| 2022-feb. 2023           | Troyes                   | L1                       | 8          | 0          | CF              | 1               | 0               | -                  | -                  | -                  | -           | -           | -           | 9      | 0      |        |
| Totale Troyes            | Totale Troyes            | Totale Troyes            | 105        | 10         |                 | 3               | 0               |                    | -                  | -                  |             | -           | -           | 108    | 10     |        |
| feb.-giu. 2023           | Al-Fateh                 | SPL                      | 8          | 0          | KCC             | 0               | 0               | -                  | -                  | -                  | -           | -           | -           | 8      | 0      |        |
| Totale carriera          | Totale carriera          | Totale carriera          | 270        | 15         |                 | 19              | 0               |                    | -                  | -                  |             | -           | -           | 289    | 15     |        |

## Palmarès

### Club

#### Competizioni nazionali
- Campionato francese di seconda divisione: 2

Monaco: 2012-2013
Troyes: 2020-2021